# Les Films d'ici
Les Films d'ici est une société de production audiovisuelle française.
Elle produit essentiellement des films documentaires pour la télévision mais aussi pour le cinéma. Elle produit également des films de fiction et d’animation.
Parmi les films notables produits ou coproduits par l'entreprise, on peut citer Coûte que coûte de Claire Simon, Être et avoir de Nicolas Philibert, Valse avec Bachir d'Ari Folman, Michael Kohlhaas d'Arnaud des Pallières, Fuocoammare de Gianfranco Rosi, Nuevo Orden de Michel Franco et Josep d'Aurel. On peut également citer la série télévisée documentaire Architectures de Richard Copans et Stan Neumann.

## Historique
Les Films d'ici est une société de production audiovisuelle française créée en 1984, sous forme d’une SARL, à l'initiative de Richard Copans et Yves Jeanneau.
Cette société est fondée sur les valeurs de l'engagement (politique, social et esthétique) et de l’internationalisme,.

### Création
Richard Copans avait auparavant été membre fondateur du collectif Cinélutte, avant de créer le GIE Les Films d'ici. Yves Jeanneau est quant à lui à l'initiative de la 1ère Biennale du documentaire crée le premier marché international du film documentaire Sunny Side of the Doc,.
En quelques années, Les Films d'ici deviennent une référence internationale dans la production de documentaires de création.
Richard Copans et Yves Jeanneau sont rejoints par Serge Lalou en 1986 et Frédéric Chéret en 1987.
En 1989, IN-COM, filiale de la Caisse des dépôts et consignations, entre au capital de la société, qui se transforme en SA, afin d’accompagner l'entreprise dans ses investissements dans la production documentaire.

### Développement et actionnaires (années 1990)
En 1990, Capital Image, société publique de capital risque, et Hachette International Télévision (HIT) entrent au capital de la société. À cette occasion est créée une Holding Les Films d'ici Fondateurs, puis une filiale, Les Films d'ici Distribution, spécialisée dans la commercialisation internationale des films documentaires, avec une participation de Eurocréation Finance. Cette filiale cesse ses activités en 1995
En 1996, IN-COM reprend les participations de Capital Image, avant de les céder en 1997 à HIT, devenu Europe Audiovisuel, filiale du Groupe Lagardère, qui devient majoritaire.
En 1999, Les Films d'ici reçoivent le prix de producteur documentaire de la Procirep.
En 2000, Yves Jeanneau quitte Les Films d'ici.

### Retour à l'indépendance (2000 à nos jours)
En 2007, Richard Copans, Serge Lalou, et Frédéric Chéret, rachètent la participation de Europe Audiovisuel et la société redevient indépendante. En 2012, est créée la société Les Films d'ici 2, filiale de Films d'ici Fondateurs, afin d’accueillir de nouveaux producteurs-actionnaires : Laura Briand, Charlotte Uzu, Laurent Duret, Sébastien Onomo, Virginie Guibaud. En 2014 et 2015 sont créées deux filiales : Les Films d'ici Méditerranée et Les Films d'archi. En 2017, les participations dans Films d'ici 2 sont échangées par des participations dans la société Les Films d’Ici. Les productrices Valérianne Boué, Camille Laemle, et Valérie Guerin temporairement, entrent au capital de Films d'ici, rejointes par Claire Dornoy et Emma Arrignon ; Virginie Guibaud, Laurent Duret, Sébastien Onomo en sortent.
En 2020, la société holding Les Films d'ici Fondateurs est dissoute. Richard Copans, Serge Lalou et Frédéric Chéret restent actionnaires majoritaires de la société Les Films d'ici.

## Filmographie

### Longs métrages documentaires
- 2022 : Les Suppliciés de Stéphane Malterre et Garance Le Caisne, 99 min
- 2022 : Une vie comme une autre de Faustine Cros, 68 min
- 2021 : Des mots qui restent de Nurith Aviv, 52 min
- 2021 : Athenian Material de Laure Vermeersch, 88 min
- 2021 : Avant que le ciel n'apparaisse de Denis Gheerbrant, 85 min
- 2020 : La République du silence de Diana El Jeiroudi, 180 min
- 2020 : Notturno de Gianfranco Rosi, 100 min
- 2019 : Monsieur Deligny, un vagabond efficace de Richard Copans, 100 min
- 2018 : Mon amour de David Teboul, 165 min
- 2018 : Rencontrer mon père d’Alassane Diago, 110 min
- 2018 : Depuis Mediapart de Naruna Kaplan de Macedo, 52 min
- 2018 : Les Âmes mortes de Wang Bing, 496 min
- 2017 : Derniers Jours à Shibati de Hendrick Dusollier, 59 min
- 2017 : Belinda de Marie Dumora, 107 min
- 2016 : Fuocoammare de Gianfranco Rosi, 108 min
- 2016 : Entre les frontières de Avi Mograbi, 84 min
- 2014 : Un amour de Richard Copans, 90 min
- 2014 : Eau argentée, Syrie autoportrait de Ossama Mohammed et Wiam Simav Bedirxan, 90 min
- 2014 : On a grèvé de Denis Gheerbrant, 70 min
- 2014 : La Maison de la radio de Nicolas Philibert, 100 min
- 2012 : Dans un jardin je suis entré de Avi Mograbi, 97 min
- 2012 : El impenetrable de Daniele Incalcaterra et Fausta Quattrini, 92 min
- 2011 : Michel Petrucciani de Michael Radford (2011, 102 min
- 2010 : Nénette de Nicolas Philibert, 70 min
- 2009 : La Vie sauvage des animaux domestiques de Dominique Garing, 90 min
- 2008 : Morceaux de conversation avec Jean-Luc Godard d’Alain Fleischer, 119 min
- 2008 : Z32 d’Avi Mograbi, 81 min
- 2007 : Rue Santa Fe de Carmen Castillo, 88 min
- 2006 : Retour en Normandie de Nicolas Philibert, 113 min
- 2005 : Pour un seul de mes deux yeux d’Avi Mograbi, 100 min
- 2002 : Être et avoir de Nicolas Philibert, 104 min
- 2001 : Août, avant l'explosion d’Avi Mograbi, 72 min
- 1996 : Reprise d’Hervé Le Roux, 180 min
- 1996 : La Moindre des choses de Nicolas Philibert, 105 min
- 1995 : Un animal, des animaux de Nicolas Philibert, 59 min
- 1996 : Le Violon de Rothschild de Edgardo Cozarinski, 101 min
- 1992 : Le Pays des sourds de Nicolas Philibert, 100 min
- 1992 : Les Frères des frères de Richard Copans
- 1990 : La Ville Louvre de Nicolas Philibert, 85 min
- 1989 : Route One/USA de Robert Kramer, 255 min

### Longs-métrages fiction et animation
- 2022 : Pamfir de Dmytro Sukholytkyy-Sobchuk, 102 min
- 2021 : Paraiso de Sergio Tréfaut, 84 min
- 2020 : Josep d’Aurel, 80 min
- 2020 : Nuevo Orden de Michel Franco, 88 min
- 2019 : Last Words de Jonathan Nossiter, 126 min
- 2019 : Bombay Rose de Gitanjali Rao, 92 min
- 2018 : Ricordi? de Valerio Mieli, 105 min
- 2019 : Funan de Denis Do, 84 min
- 2019 : Peu m'importe si l'histoire nous considère comme des barbares de Radu Jude, 135 min
- 2019 : Un intrus dans la villa de Ivano de Matteo, 95 min
- 2018 : Une affaire personne (Una questione privata) de Paolo et Vittorio Taviani, 84 min
- 2017 : Par instinct de Nathalie Marchak, 87 min
- 2016 : Orpheline d’Arnaud des Pallières, 111 min
- 2016 : La Vallée de Ghassan Salhab, 134 min
- 2015 : 3000 Nuits de Maï Masri, 103 min
- 2013 : Gare du Nord de Claire Simon, 119 min
- 2013 : Michael Kohlhaas d'Arnaud des Pallières, 122 min
- 2011 : L'Œil de l'astronome de Stan Neumann, 72 min
- 2008 : Valse avec Bachir d’Ari Folman, 86 min
- 2008 : Parc d’Arnaud des Pallières, 90 min
- 2008 : Les Bureaux de Dieu de Claire Simon, 122 min
- 2003 : Adieu d’Arnaud des Pallières, 124 min
- 2001 : Zeno (Le parole di mio padre) de Francesca Comencini
- 2000 : Bronx-Barbès d'Éliane de Latour, 110 min
- 2000 : Cités de la plaine de Robert Kramer, 90 min

### Documentaires unitaires (Sélectif entre 2010 - 2020)
- 2021 : Les 54 premières années – Manuel abrégé d’occupation militaire de Avi Mograbi, 110 min
- 2021 : Far West, l'histoire oubliée de Mathilde Damoisel et Tomas van Houtryve, 52 min
- 2021 : Georgia O'Keeffe, une artiste au Far West de Evelyn Schels, 52 min
- 2021 : Préliminaires de Julie Talon, 52 min
- 2021 : Togliatti à la dérive de Laura Sisterò, 80 min
- 2021 : Le Monde de Marcel Proust de Thierry Thomas, 55 min
- 2021 : New Deal, l'audace d’un homme de Julia Bracher, 52 min
- 2021 : Comme la fin d’un été de Mohamed Boubidar, 65 min
- 2021 : Quand passent les oiseaux de Thierry Ragobert, 43’ et 52 min
- 2021 : Capitale parenthèse de Nadia El Fani, 70 min
- 2021 : I Am So Sorry de Zhao Liang, 90 min
- 2021 : Vertiges du Verdon de Marie Arnaud et Jacques Debs, 52 min
- 2020 : Convention citoyenne (démocratie en construction) de Naruna Kaplan de Macedo, 52 min
- 2020 : Les Lamentations de Judas de Boris Gerrets, 98 min
- 2020 : Aucun d'eux ne dit mot de Jacques Lin, 44 min
- 2020 : Un Kinderblock à Birkenau de Chochana Boukhobza, 52 min
- 2019 : Yiddish de Nurith Aviv, 60 min
- 2019 : Sigmund Freud, un juif sans dieu de David Teboul, 97 min
- 2019 : Chili 1973, une ambassade face au coup d’état de Carmen Castillo, 52 min
- 2019 : Sophia Loren, une destinée particulière de Julia Bracher, 52 min
- 2019 : Paris, capitale du Tiers-Monde de Juliette Sénik, 52 min
- 2019 : Les Béatitudes de Sant'Egidio de Jacques Debs, 90 min
- 2018 : Renault 12 de Mohamed El Khatib, 78 min
- 2018 : Les Démons de Ludivine de Axelle Vinassac, 52 min
- 2018 : Danielle Darrieux il est poli d’être gai de Pierre-Henri Gibert, 52 min
- 2017 : À quoi pense madame Manet (sur son canapé bleu) ? de Hervé Le Roux, 52 min
- 2017 : Hayati (ma vie) de Sofi Escude Poulenc et Liliana Torres, 70 min
- 2017 : Trois Destins de Debra Kellner, 52 min
- 2017 : Buñuel, la transgression de rêves de Pierre-Henri Gibert, 60 min
- 2017 : Pierre Soulages de Stéphane Berthomieux, 52 min
- 2017 : Morts à crédit de Frédéric Castaignede, 90 min
- 2017 : Quand Jean devint Renoir de Alexandre Moix, 52 min
- 2016 : Chacun sa bonne de Maher Abi Samra, 67 min
- 2016 : 120 ans d'inventions au cinéma de Stan Neumann, 54 min
- 2016 : Noire est la couleur de Jacques Goldstein, 52 min
- 2015 : Léon Blum, Haï et Adoré de Julia Bracher & Hugo Hayat, 58 min
- 2015 : Rawa Ruska, le camp des évadés de Chochana Boukhobza, 62 min
- 2015 : Poétique du cerveau de Nurith Aviv, 66 min
- 2015 : Le Mystère Mérou de Gil Kebaili, 90 min
- 2015 : Roland Barthes, le théâtre du langage de Thierry Thomas, 54 min
- 2015 : Les Moissonneurs de la baie de Michel Quinejure, 52 min
- 2015 : Rimbaud, le roman de Harar de Jean-Michel Djian, 52 min
- 2014 : François Truffaut, l'insoumis d’Alexandre Moix, 52 min
- 2014 : Charles avant De Gaulle de Jacques Dubuisson, 54 min
- 2014 : Austerlitz de Stan Neumann, 90 min
- 2014 : Les Forêts sombres de Stéphane Breton, 52 min
- 2014 : Géographie humaine de Claire Simon, 90
- 2014 : Cinéma documentaire, fragments d'une histoire de Jean-Louis Comolli, 55 min
- 2014 : La Drôle de guerre d'Alan Turing de Denis Van Waerebeke, 60 min
- 2014 : Quelques jours ensemble de Stéphane Breton, 90 min
- 2013 : Le Cœlacanthe, plongée vers nos origines de Gil Kebaili, 90 min
- 2013 : Comme si de rien n’était de Julie Talon, 52 min
- 2013 : Costello, l’autre Elvis de Mark Kidel, 60 min
- 2013 : Annonces de Nurith Aviv, 60 min
- 2013 : Shado'Man de Boris Gerrets, 90 min
- 2013 : Pays barbare de Angela Ricci Lucchi et Yervant Gianikian, 90 min
- 2013 : Le Fil de la vie de Dominique Gros, 90 min
- 2013 : Ministre ou rien de Jean-Michel Djian, 71 min
- 2013 : Joséphine, le droit à la beauté de Djana Schmidt, 52 min
- 2013 : Fabienne Verdier, peindre l’instant de Mark Kidel, 52 min
- 2012 : Home Sweet Home de Enrica Colusso, 90 min
- 2012 : Raymond Aubrac, reconstruire de Pascal Convert et Fabien Béziat, 52 min
- 2012 : Dans les bottes de Clint de Frédéric Laffont, 52 min
- 2012 : La Main tendue, les arts de l'Islam au Louvre de Richard Copans, 52 min
- 2012 : Les Champignons pourront-ils sauver le monde de Thomas Sipp, 90 min
- 2012 : Le Tapis de Cracovie de Valéry Gaillard, 26 min
- 2012 : Serge Daney, le Cinéma et le Monde de Serge Le Péron, 80 min
- 2012 : Les Conti de Jérôme Palteau, 52 min
- 2012 : Bismarck est foutu de Carole Equer-Hamy, 43 min
- 2012 : Damas, au péril du souvenir de Marie Seurat, 62 min
- 2012 : En remontant les vieilles routes de Barbara Spitzer, 52 min
- 2011 : Pauvre Consuelo à la conquête du monde de Peter Freidman, 90 min
- 2011 : L'Été de Giacomo de Alessandro Comodin, 78 min
- 2011 : Walking on Sound de Jacques Debs, 52 min et 90 min
- 2011 : Le Khmer rouge et le Non-Violent de Bernard Mangiante, 90 min
- 2011 : Play Liszt, un virtuose visionnaire de Judit Kele, 52 min
- 2011 : Cet homme-là (est un mille-feuille) de Patricia Mortagne, 52 min
- 2011 : Édouard Manet, une inquiétante étrangeté de Hopi Lebel, 52 min
- 2011 : La Guerre du golf de Lucia Sanchez, 52 min
- 2011 : Tête-à-tête avec Louis XVI de Frédéric Compain, 52 min
- 2011 : François Mitterrand, à bout portant de Jean-Michel Djian, 52 min
- 2010 : Traduire de Nurith Aviv, 70 min
- 2010 : Raymond Aubrac, les années de guerre de Pascal Convert et Fabien Beziat, 102 min
- 2010 : Hip hop, le monde est à vous de Joshua Atesh Litle, 85 min
- 2010 : El Sicario, Room 164 de Gianfranco Rosi, 80 min
- 2010 : Gaston Deferre, la fin d'un règne de Jean-Michel Djian, 52 min
- 2010 : Lhamo, petite fille de l’Himalaya de Michel Pascal et Djana, 52 min
- 2010 : Les Lessiveuses de Yamina Zoutat, 45 min
- 2010 : Nous étions communistes de Maher Abi Samra, 85 min

### Docufiction
- 2018 : 1918-1939 : les rêves brisés de l’entre-deux-guerres de Jan Peter et Frédéric Goupil, 8 x 52 min
- 2015 : Bois d’ébène de Moussa Touré, 90 min
- 2014 : 14, des armes et des mots de Jan Peter, 8 x 52 min
- 2013 : Guillaume Le Conquérant de Frédéric Compain, 90 min
- 2011 : Louis XVI, l’homme qui ne voulait pas être roi de Thierry Binisti, 90 min
- 2010 : Berlin 1885, le partage de l’Afrique de Joël Calmettes, 90 min
- 2009 : Louis XV, le soleil noir de Thierry Binisti, 90 min
- 2007 : Versailles, le rêve d’un roi de Thierry Binisti, 2 x 45 min

### Collections, Séries documentaires, Magazines culturels
- 2023 : Le Temps des paysans une série documentaire de Stan Neumann, 4 épisodes de 52’ min
- 2021 à 2022 : Faire l’histoire magazine culturel proposé et présenté par Patrick Boucheron avec la collaboration de Yann Potin, 17 min
- 2021 : Voyages au pays des maths série documentaire de Denis Van Waerebeke, 10 x 9 min
- 2021 : America first, le bilan de Norma Percy, 3 x 59 min
- 2020 : Le Temps des ouvriers une série documentaire de Stan Neumann, 4 épisodes de 52’ min
- 2019 : Le Temps des Nababs série documentaire de Florence Strauss et Gioacchino Campanella
- 2019 : Europe, dans les coulisses d'une décennie de crise de Norma Percy, Tania Rachmanova et Tim Stirzaker, 2 x 52 min
- 2019 : Les Monastères d’Europe de Jacques Debs et Marie Arnaud, 5 x 43’ et 52 min
- 2018 : Les Secrets des fleurs sauvages de Thierry Ragobert, 6 x 52 min
- 2018 : Les intellectuels du XXIè siècle de Sylvain Bourmeau, 4 x 52 min
- 2017 à 2020 : Quand l’histoire fait dates de Denis van Waerebeke, 30 x 26 min
- 2016 : Les Années Obama de Norma Percy, 4 x 52 min
- 2015 : A pleines dents de Stéphane Bergouhnioux et Sébastien Fallourd, 10 x 52 min
- 2015 : Corée du Sud, le pays aux multiples miracles de Jacques Debs, 5 x 52 min
- 2013 à 2015 : Déchiffrage, 7 x 70 min
- 2013 à 2015 : L’Europe des écrivains de Ines de Medeiros, David Teboul, Carmen Castillo, Mark Kidel et Alexandru Salomon, 5 x 52 min
- 2008 : L’Usage du monde, 6 x 52 min
- 2008 : Grands rôles, 6 x 26 min
- 2007 : Le magazine de l’ailleurs, 30 x 50 min
- 2006 à 2007 : Visages d’Europe, 20 x 26 min
- 2005 à 2006 : Les animaux ont une histoire, 5 x 52 min
- 2004 à 2006 : Agathe/Sacha et les métiers du spectacle, 30 x 26 min
- 2000 à 2001 : D’où viennent les français, 5 x 52 min
- 1999 à 2002 : L’écume des villes, 27 x 52 min
- 1998 à 2003 : Voyages, Voyages, 18 x 43 min
- 1995 à 2000 : Un siècle d’écrivains, 12 x 45 min
- 1998 à 1999 : Les mots de l’architecte, 6 x 52 min
- 1998 : Aux Arts, etc., 3 x 26 min
- 1995 à 1998 : Allô la Terre, 98 x 52 min
- 1994 à 2017 : Architectures, 67 x 26 min

### Transmédias
- 2017 : Safari Typo de Thomas Sipp
- 2016 : Noire Amérique de Caroline Blache et Florent de La Tullaye
- 2014 : Sacrés caractères ! de Thomas Sipp
- 2014 : Un empire dans mon assiette de Judith Rueff
- 2013 : Gare du Nord.net de Claire Simon
- 2013 : Moi, J’attends de Claire Sichez